# Euryproctus albitarsis
Euryproctus albitarsis är en stekelart som beskrevs av Gabriel Strobl 1903. Euryproctus albitarsis ingår i släktet Euryproctus och familjen brokparasitsteklar. Inga underarter finns listade i Catalogue of Life.